# Роголи
Роголи (серб. Рогољи, босн. и хорв. Rogolji) — населённый пункт в общине Градишка в Республике Сербской, Босния и Герцеговина.

## География
Поселение находится в регионе Лиевче-Поле.

## Культура
Летом в Роголях традиционно проводится «Рогольская жатва» — праздник по случаю сбора урожая. Это событие в 2011 году посетил Президент Республике Сербской Милорад Додик. В Роголях с мая 2011 года существует культурно-художественное общество.

## Население

### Этнический состав
| Национальность | 1991          | 1981          | 1971          | 1961 |
| -------------- | ------------- | ------------- | ------------- | ---- |
| Сербы          | 732 (98,78 %) | 749 (98,03 %) | 711 (99,57 %) | -    |
| Югославы       | 3 (0,40 %)    | 13 (1,70 %)   | -             | -    |
| Хорваты        | 2 (0,26 %)    | 2 (0,26 %)    | 2 (0,28 %)    | -    |
| Нет данных     | 4 (0,53 %)    | -             | 1 (0,14 %)    | -    |
| Всего          | 741           | 764           | 714           | 816  |

### Численность населения
| Год  | Численность |
| ---- | ----------- |
| 1961 | 816         |
| 1971 | 714         |
| 1981 | 764         |
| 1991 | 734         |